# 台制
台制（たいせい）とは、台湾で使用されている慣習的・伝統的な単位系である。
かつて日本の統治下にあったことから、日本の尺貫法の影響が強く、中国（市制）・香港と同じ単位名称であっても値が異なっているものがある。台湾では公式にはメートル法（国際単位系(SI)）が使用されているものの、民間では台制が広く使用されている。しかし、次第にメートル法の単位に置き換えられつつある。

## 長さ
長さの単位は、メートル法の単位が広く使われているが、日本の尺貫法に由来する以下の単位も使われている。
- 1尺 = 10寸 = 0.3030 m
- 1寸 = 0.03030 m

## 面積
面積の単位は、メートル法の単位よりも台制の単位の方が広く使われている。日本の尺貫法に由来する単位のほか、オランダの統治時代があったことから、オランダの古い単位morgenに由来する「甲」も使われる。犁は1頭の農耕牛、1つの犁（すき）を使って1日に耕すことのできる面積である。坪は部屋の面積を表すのに用いられ、日本や韓国で用いられる坪と同じ広さである。
- 1犁 = 5甲 = 14670坪 = 48496 m2
- 1甲 = 2934坪 = 9700 m2
- 1畝 = 30坪 = 99.3 m2
- 1坪 = 3.306 m2

## 体積
体積の単位は、メートル法の単位が広く使われている。かつては、日本の尺貫法に由来する以下の単位が使われていた。
- 斗 = 10升 = 18.0391 L
- 升 = 10合 = 1.80391 L
- 合 = 0.180391 L

## 質量
質量（重量）の単位は、袋詰めの商品にはメートル法の単位が使われているが、量り売り商品には、以下の台制の単位がよく使われている。いくつかは日本の尺貫法に由来するものである。
- 1擔（担） = 100斤 = 60 kg
- 1斤 = 16両 = 600 g
- 1両 = 10錢 = 37.5 g
- 1錢（銭） = 10分 = 3.75 g（＝日本の匁）
- 1分 = 10文 = 0.375 g
- 1文 = 0.0375 g